# 나라 의인화
나라 의인화는 한 지역이나 국가, 또는 그 지역에 사는 사람들을 의인화 시키는 행위를 뜻한다. 이 기법은 만평이나 선전물에 자주 등장한다.
서구 세계의 초기 의인화 작품들에는 장엄한 지혜와 전쟁의 여신 미네르바/아테나의 국가적 상징을 부여하는 경향이 있었고, 고대 로마 지역의 라틴어 이름을 자주 사용했다. 이 경우의 예시로는 브리타니아, 게르마니아, 히브레니아, 헬베티아. 폴로니아가 있다. 자유의 여신을 의인화한 인물은 자유의 여신상 마리안 (Marianne)이 있다. 또한 미국의 많은 동전에 새겨진 의인화 인물도 존재한다. 다른 고대 국가의 의인화는 로마 도시와 로마 국가를 의인화한 여성 신이자 20세기에 베니토 무솔리니의 "신 로마 제국"을 의인화한 인물로 부활한 여성 신 로마가 있다. 국가 자체를 의인화시키는 것 외에도 모든 사람이나 시민을 대표하는 예로는 독일인 미셸 (독일), 존 불 (영국), 그리고 엉클 샘 (미국)이 있다.

## 나라 의인화로 볼 수 없는 것들

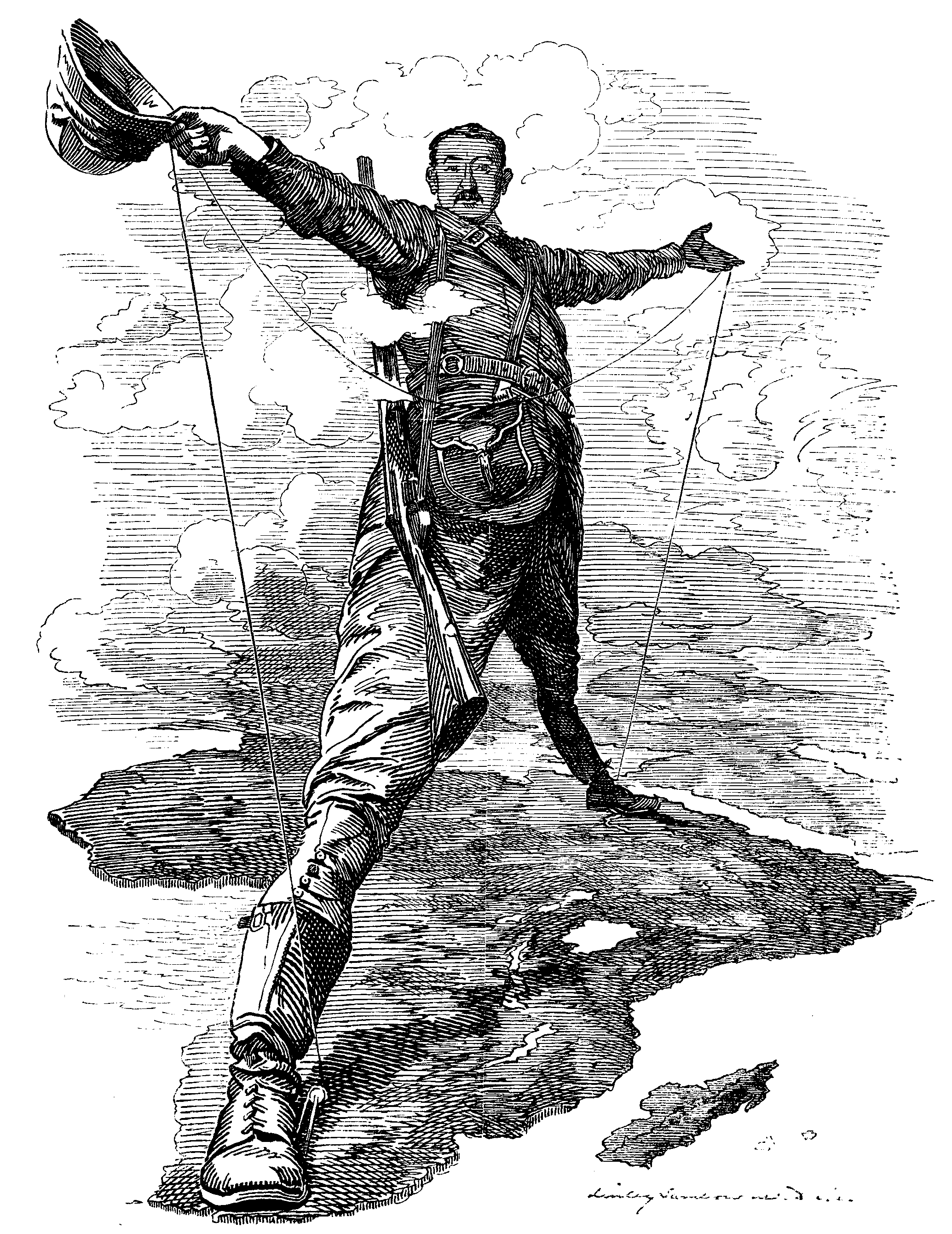
영국의 정치인 세실 로즈를 풍자한 작품. 세실 로즈는 케이프타운에서 카이로까지 종단 정책으로 철도를 놓아 아프리카 지도를 영국의 식민지로 편입시키자는 주장을 한 바 있다. 당시의 영국의 행보와 아프리카 대륙 진출 정책 자체를 표현하였지만, 이는 국가를 의인화하였다고 보기 어려운 작품이다.

대통령, 왕 등의 실존하는 사람이거나, 국부, 건국자, 혹은 실존했다고 여겨지는 역사 인물을 사용하여 정세를 표현한 작품들은 대부분 '국가 의인화'로 볼 수 없으며, 해당 대상의 행보를 비꼬는 데 사용하는 경우가 잦다.

## 화랑
나라 의인화 화랑
- 제1차 세계 대전의 영미동맹을 상징화한 그림. 브리타니아와 엉클 샘이 팔짱을 끼고 있다.
- 이우다이아 캡타(Iudaea Capta), "정복당한 유대", 로마 제국에서 발행한 기념주화 베스파시아누스 (왼쪽) 뒷면에는 유대 전쟁이 새겨져 있다.
- 초기 국가 의인화의 예시인 오토 3세 복음. 990년 스클라베니, 게르마니아, 갈리아, 로마가 오토 3세 황제에게 물건을 바치고 있다.
- 아드리아엔 피에테르츠 반 데 베네가 그린 이 풍자화에서는 1576년의 겐트의 평화를 묘사하고 있다. 앉아있는 여성들은 궁지에 몰려 단명한 연합을 상징한다. 이 지역들은 오늘날 벨기에와 네덜란드가 된다.
- 1909년 퍽 잡지에 실린 만평이다. 이 만화는 시계 방향으로 미국, 독일, 영국, 프랑스, 일본이 "무제한" 해군 경쟁에 참여하였다.

## 같이 보기
- 나라 대표 동물
- 국장 (문장)

## 국가 의인화를 사용한 작품
- 니혼쨩
- 아후가니스탄
- 폴란드볼
- 헤타리아 Axis Powers